# Quirí (nom)
Quirí (en llatí Quirinus) era un nom romà que segons Dionís d'Halicarnàs tenia origen sabí, i podria derivar de quiris, llança.
La primera mostra que tenim de la paraula és quan es va aplicar com a nom a Ròmul quan va ser elevat a la categoria de divinitat. El festival que se celebrava en honor seu es va dir la Quirinàlia. Pel significat de la paraula, el nom es va aplicar també a Mart, Janus i fins i tot a l'emperador August quan va ser divinitzat.